# Emily Hirst
Emily Hirst, née le 9 juillet 1993 à Vancouver, est une actrice canadienne.

## Biographie
Emily Hirst est née à Vancouver au Canada. Elle a joué dans Pour le cœur d'un enfant en 2006. Elle a gagné un prix aux jeunes artistes pour ce rôle. En 2007, Emily a eu un rôle récurrent de l'enfant vampire Charlotte dans Blade avec le rappeur Sticky Fingaz.
En février 2009, elle joue le rôle d'Alexie Stratton aux côtés d'Alex Johnson, Catherine Hicks, et Andrew Francis.

## Filmographie
- 2005 : Elle et moi (TV) : Margaret Elliot
- 2006 : Blade (série TV) : Charlotte
- 2006 : Smallville (série TV) : Maddie Von Horn
- 2006 : Pour le cœur d'un enfant : Laura
- 2007 : Une erreur de jeunesse : Mandy Tarr
- 2007 : Double vue : Mary Kaufman (enfant)
- 2008 : Chasseuse de tempêtes (Storm Seekers) (TV) : Sarah Stewart
- 2009 : Les Deux Visages de ma fille / Le Reflet de mon âme (Stranger with My Face) (TV) : Alexie Stratton